# Hypocyrtus vittatus
Hypocyrtus vittatus är en insektsart som först beskrevs av John Obadiah Westwood 1859.  Hypocyrtus vittatus ingår i släktet Hypocyrtus och familjen Pseudophasmatidae. Inga underarter finns listade i Catalogue of Life.